# СФФ «Центр»
Межрегиональная ассоциация общественных объединений «Союз Федераций футбола „Центр“» (МАОО «СФФ „Центр“») — межрегиональное футбольное объединение, в состав которого входят 12 регионов: Белгородская, Брянская, Волгоградская, Воронежская, Калужская, Курская, Липецкая, Орловская, Рязанская, Смоленская, Тамбовская и Тульская области (соответствующие футбольные федерации).
Главные приоритеты — развитие и популяризация детско-юношеского и массового футбола.
Президент — Эдуард Малый. Центральный офис находится в Воронеже.
СФФ «Центр» проводит соревнования среди любительских футбольных клубов, в том числе — Первенство России среди любительских футбольных клубов в зоне «Центр».
Организация была переименована в 2018 году, ранее называлась «МОА (Межрегиональная общественная ассоциация) „Черноземье“», и в её состав входили 7 регионов.

## Победители, призёры первенства и обладатели кубка[2]
| Сезон   | Победитель                     | 2-е место                  | 3-е место                      | Финал кубка*                                                                         |
| ------- | ------------------------------ | -------------------------- | ------------------------------ | ------------------------------------------------------------------------------------ |
| 1996    | Рассвет (Троицкое)             | Лебединец (Губкин)         | Газовик (Острогожск)           | Газовик (Острогожск) — Рассвет (Троицкое) — 3:0                                      |
| 1997    | Газовик (Острогожск)           | Оскол (Старый Оскол)       | Кристалл-2 (Смоленск)          | Газовик (Острогожск) — Престиж (Воронеж) — 4:1; 2:0                                  |
| 1998    | Оскол (Старый Оскол)           | ФК Елец                    | РУОР ЦСКА (Смоленск)           | Газовик (Острогожск) — ФК Оскол (Старый Оскол) — 5:1; 0:0                            |
| 1999    | ФК Елец                        | Газовик (Острогожск)       | РУОР ЦСКА (Смоленск)           | Газовик (Острогожск) — Торпедо (Скопин) — 0:1; 3:0                                   |
| 2000    | Салют-Энергия (Белгород)       | Газовик (Острогожск)       | Металлург-2-Стинол (Липецк)    | Салют-Энергия (Белгород) — ФК Обнинск — 4:1; 1:1                                     |
| 2001    | Магнит (Железногорск)          | Технохим (Тамбов)          | Строитель (Моршанск)           | ФК Россошь (Россошь) — Магнит (Железногорск)- 1:2; 4:0                               |
| 2002    | Текстильщик (Камышин)          | Торпедо (Скопин)           | Газовик (Острогожск)           | ВАТИ (Волжский) — Салют-Энергия-2 (Белгород) — 4:1; 0:0                              |
| 2003    | Ротор-2 (Волгоград)            | Локомотив (Лиски)          | Магнит (Железногорск)          | ВАТИ (Волжский) — Торпедо (Скопин) — 2:0; 1:3                                        |
| 2004    | Локомотив (Лиски)              | Смоленск                   | Динамо (Воронеж)               | Магнит-МГОК (Железногорск) — ВАТИ (Волжский) — 1:1; 4:1                              |
| 2005    | Динамо (Воронеж)               | ФК Губкин                  | Авангард-2 (Курск)             | Магнит (Железногорск) — ФК Губкин — 1:0; 1:2                                         |
| 2006    | Торпедо (Волжский)             | Магнит (Железногорск)      | Зодиак (Старый Оскол)          | Пролетарий (Сураж) — Рязанская ГРЭС (Новомичуринск) — 2:1; 1:1                       |
| 2007    | Зодиак (Старый Оскол)          | Оружейник (Тула)           | Труд (Воронеж)                 | Оружейник (Тула) — УОР (Волгоград) — 0:0; 2:0                                        |
| 2008    | Факел-Стройарт (Воронеж)       | Магнит (Железногорск)      | Днепр (Смоленск)               | МиК (Калуга) — Днепр (Смоленск) — 1:1; 2:1                                           |
| 2009    | МиК (Калуга)                   | Локомотив (Калуга)         | СК Смоленск                    | МиК (Калуга) — Горняк-Университет (Строитель) — 3:0; 1:1                             |
| 2010    | ФК Елец                        | Химик (Новомосковск)       | Факел-д (Воронеж)              | Химик (Новомосковск) — Магнит (Железногорск) — 3:2; 2:1                              |
| 2011/12 | Химик-Россошь (Россошь)        | Химик (Новомосковск)       | ФК Елец                        | ФК Елец — СК Смоленск — 4:0; 2:0                                                     |
| 2012/13 | Динамо (Брянск)                | Академия футбола (Тамбов)  | Химик (Новомосковск)           | Химик-Россошь — Химик (Новомосковск) — 1:1; 3:2                                      |
| 2013    | Выбор-Курбатово (Воронеж)      | Химик (Новомосковск)       | Химик-Россошь (Россошь)        | не проводился                                                                        |
| 2014    | Энергомаш (Белгород)           | Притамбовье (Строитель)    | Химик-Россошь (Россошь)        | Энергомаш (Белгород) — Химик-Россошь — 5:0; 1:0                                      |
| 2015    | Ротор-Волгоград (Волгоград)    | Атом (Нововоронеж)         | Металлург-ОЭМК (Ст. Оскол)     | Металлург-ОЭМК (Ст. Оскол) — Атом (Нововоронеж) — 1:0; 1:0                           |
| 2016    | Атом (Нововоронеж)             | Химик (Новомосковск)       | Металлург-ОЭМК (Ст. Оскол)     | Химик (Новомосковск) — Ротор-2 (Волгоград) — 3:0; 3:0                                |
| 2017    | Металлург-ОЭМК (Старый Оскол)  | Авангард-2 (Курск)         | Химик-2 (Новомосковск)         | Металлург-ОЭМК (Старый Оскол) — Химик-2 (Новомосковск) — 0:0; 0:0 (пенальти — 4:3)   |
| 2018    | Металлург-ОЭМК (Старый Оскол)  | Атом (Нововоронеж)         | Локомотив (Лиски)              | Атом (Нововоронеж) — Локомотив (Лиски) — 2:0                                         |
| 2019    | Красный-СГАФКСТ (Смоленск)     | Металлург-ОЭМК (Ст. Оскол) | Атом (Нововоронеж)             | Металлург-ОЭМК (Старый Оскол) — Атом (Нововоронеж) — 0:0 (пенальти — 4:2)            |
| 2020    | Локомотив (Лиски)              | Атом (Нововоронеж)         | ФК Елец                        | Локомотив (Лиски) — ФК Елец — 5:1                                                    |
| 2021    | Локомотив (Лиски)              | Атом (Нововоронеж)         | Металлург-Оскол (Старый Оскол) | Атом (Нововоронеж) — Металлург-Оскол (Старый Оскол) — 1:0                            |
| 2022    | Атом (Нововоронеж)             | Локомотив (Лиски)          | Металлург-Оскол (Старый Оскол) | Локомотив (Лиски) — ФК Елец — 2:1                                                    |
| 2023    | Металлург-Оскол (Старый Оскол) | Локомотив (Лиски)          | ФК Орёл                        | ФК Орёл — Локомотив (Лиски) — 4:1                                                    |
| 2024    | Локомотив (Лиски)              | Атом (Нововоронеж)         | Университет спорта (Смоленск)  | Химмаш-Сервис (Борисоглебск) — Металлург-Оскол (Старый Оскол) — 0:0 (пенальти — 4:2) |

* Обладатель кубка указан первым, независимо от места проведения матчей. В случае равенства по сумме двух игр, действовало правило «выездного гола», либо победитель определялся в послематчевой серии пенальти